# Dennis Sørensen
Dennis Sørensen (* 24. Mai 1981 in Herlev) ist ein ehemaliger dänischer Fußballspieler.

## Laufbahn

### Karriere in Dänemark
Der Stürmer begann seine Karriere bei Farum BK. 2003 schloss sich die erste Mannschaft von Farum BK mit den ersten Mannschaften anderer Klubs aus der Region zum FC Nordsjælland zusammen. 2004 wechselte er zum FC Midtjylland.

### FC Energie Cottbus
Zur Saison 2007/08 wechselte Sørensen für 1,2 Mio. Euro zum damaligen deutschen Bundesligisten FC Energie Cottbus, bei dem er einen Vertrag bis 2011 erhielt. Damit war Sørensen bis dahin der zweitteuerste Einkauf der Vereinsgeschichte. Sein erstes Pflichtspiel für Energie Cottbus bestritt er am 4. August 2007 im DFB-Pokal gegen den damaligen Drittligisten Rot-Weiss Essen, das nach Elfmeterschießen verloren wurde. Sein Debüt in der Bundesliga gab er am 11. August 2007, als er am ersten Spieltag gegen Bayer 04 Leverkusen eingewechselt wurde. Am 1. September 2007 erzielte er sein erstes Ligator, als er am vierten Spieltag gegen den 1. FC Nürnberg per Foulelfmeter zum 1:0 traf. Im weiteren Saisonverlauf wurde Sørensen eine feste Größe in der Offensive. Er bestritt 33 Bundesligaspiele und erzielte sechs Treffer.
In der Saison 2008/09 spielte Cottbus wie in der Vorsaison gegen den Abstieg. Sørensen wurde 29-mal eingesetzt, spielte aber nur sechsmal über 90 Minuten. Die Brandenburger belegten zum Saisonende den 16. Tabellenplatz, der gleichbedeutend mit der wieder eingeführten Relegation war. Dort trafen sie auf den 1. FC Nürnberg, wobei Sørensen nur bei der 0:2-Niederlage im Rückspiel zum Einsatz kam. Die Cottbusser mussten am Ende den Gang in die 2. Bundesliga antreten.
In der Saison 2009/10 war Sørensen bis zum achten Spieltag dabei, zog sich dann jedoch am linken Knie einen Ermüdungsbruch zu. Durch die Verletzung fiel Sørensen bis zum Saisonende aus.
In der Vorbereitungsphase zur Saison 2010/11 erlitt Sørensen einen Mittelfußbruch. Am 15. Januar 2011 gab er sein Comeback, als er am 18. Spieltag gegen Fortuna Düsseldorf eingewechselt wurde. Am Ende der Saison belegte Energie Cottbus in der 2. Bundesliga den sechsten Tabellenplatz; Sørensen kam zu 14 Einsätzen. Im DFB-Pokal, in dem Cottbus das Halbfinale erreichte, spielte er nur im Viertelfinalspiel gegen Bundesligist TSG 1899 Hoffenheim.
In der Spielzeit 2011/12 fiel Sørensen nach einem Riss der Syndesmose nach dem sechsten Spieltag bis zur Winterpause aus. Sørensen bestritt in dieser Saison 21 Spiele, Cottbus belegte nur den 14. Rang. Sein nach der Saison 2012/13 auslaufender Vertrag wurde anschließend nicht mehr von Vereinsseite her verlängert.

### FC Vestsjælland
Am 13. Juni 2013 gab der FC Vestsjælland die Verpflichtung Sørensens bekannt. Dort spielte Sørensen bis 2015, ehe er seine Karriere bei Lyngby BK in der  zweiten dänischen Liga ausklingen ließ.

## Sonstiges
Dennis Sørensen ist verheiratet und hat eine Tochter (* 2008) und einen Sohn (* 2012).